# Académie Scandinave Maison Watteau
Académie Scandinave Maison Watteau var mellan 1919 och 1935 en konstskola i Paris i Frankrike.
Académie Scandinave drevs av svenska, norska och danska konstnärer, bland andra Lena Börjeson, Otte Sköld, Henrik Sørensen, Adam Fischer och Per Krohg med Lena Börjeson som föreståndare. Skolan var förlagd till byggnaden Maison Watteau i Montparnasse, Paris, som från 1922 hyrdes av skulptören Lena Börjeson för utställningar av skandinavisk konst.
Intendenten och vaktmästaren Åke Pernby samt Otte Sköld återvände 1929 från Paris och Académie Scandinave till Sverige och grundade tillsammans i Stockholm Otte Skölds målarskola, senare omdöpt till Pernbys målarskola. Lena Börjeson startade också efter sin återkomst till Sverige på en konstskola, Lena Börjesons skulpturskola, 1940 i Stockholm.

## Urval av elever vid Académie Scandinave Maison Watteau
- Astrid Noack
- Jurgen von Konow
- Vilna Jorgen Morpurgo